# Neosaissetia triangularum
Neosaissetia triangularum är en insektsart som först beskrevs av Morrison 1920.  Neosaissetia triangularum ingår i släktet Neosaissetia och familjen skålsköldlöss.
Artens utbredningsområde är Filippinerna. Inga underarter finns listade i Catalogue of Life.